# قياس (فيزياء)

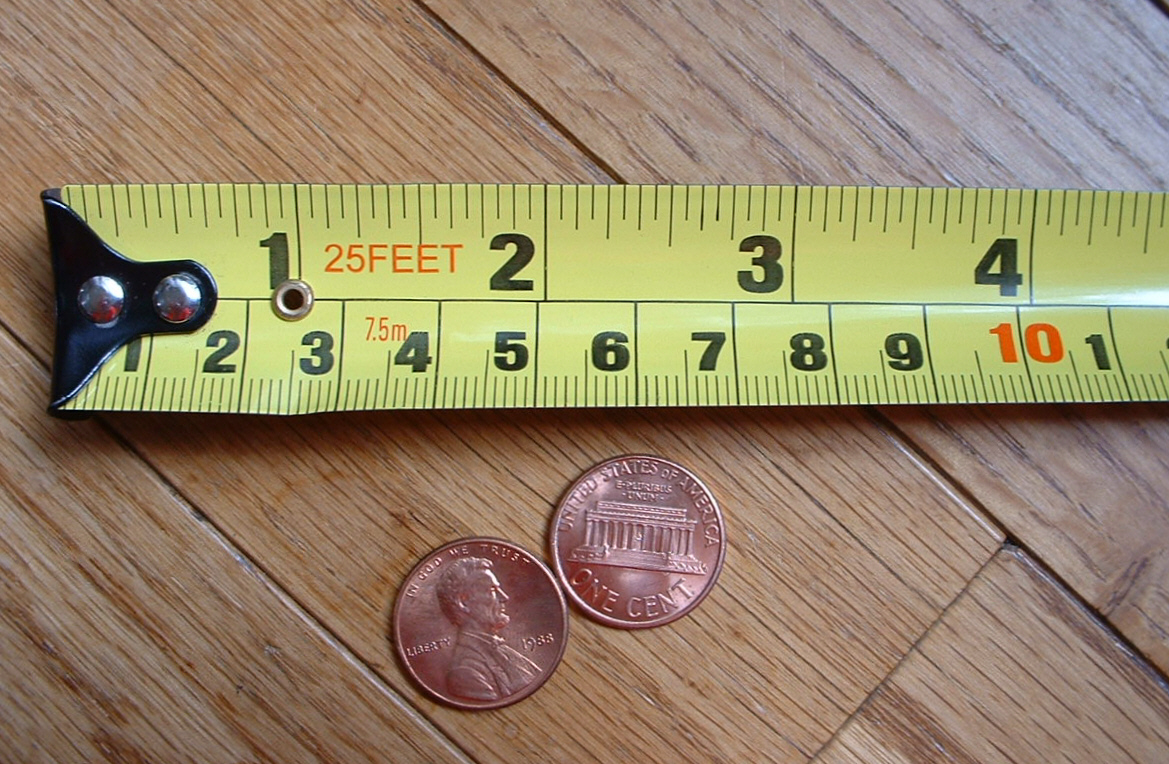
شريط قياس وحداته البوصة.

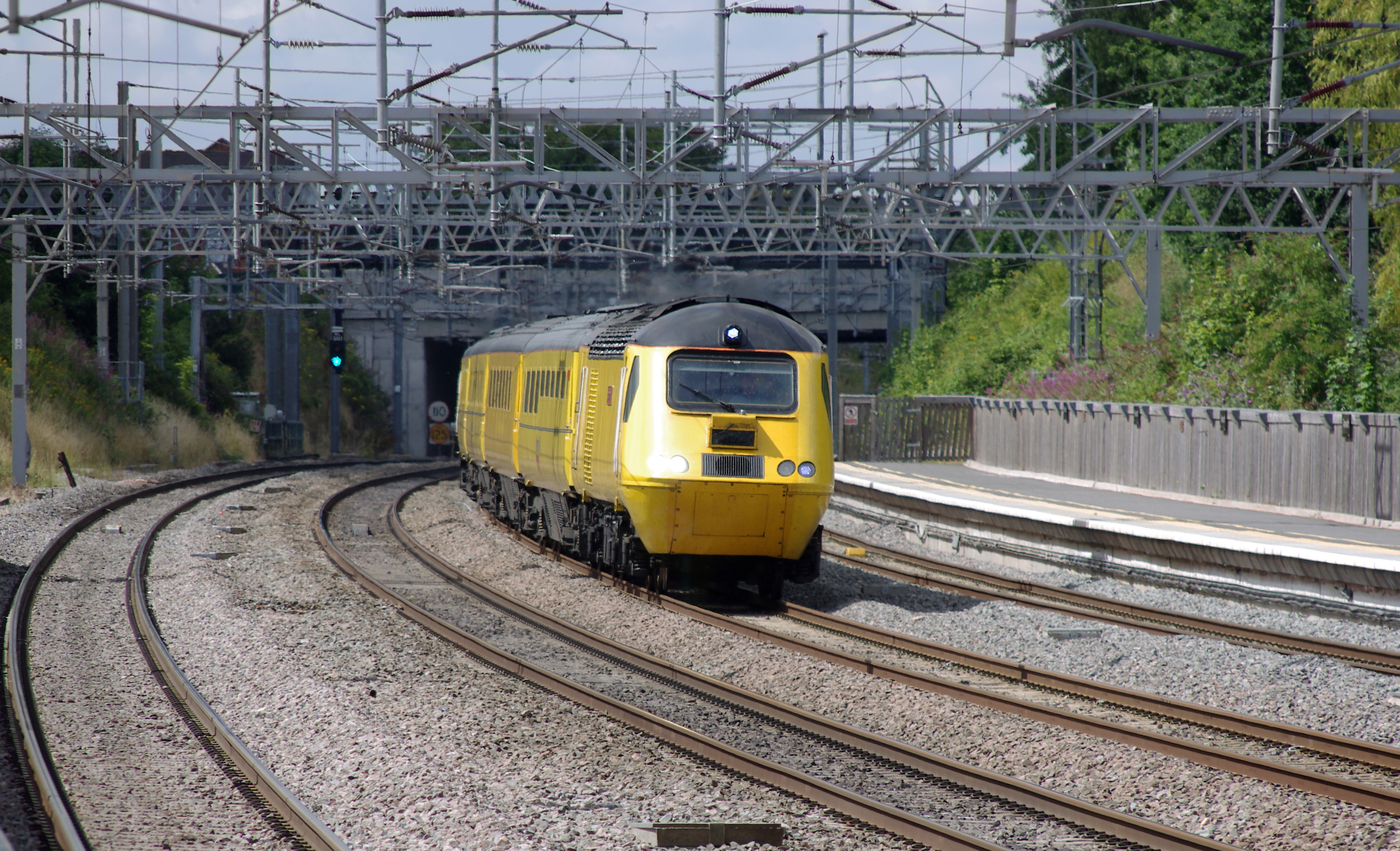
«قطار قياس» لفحص قضبان السكك الحديدية

القياس عملية قرن الأعداد بالكميات الفيزيائية أو الظواهر. والقياس أساسي للعلوم والهندسة والإنشاء والمجالات التقنية الأخرى وفي كل الفعاليات اليومية تقريبا. ولهذا السبب درست العناصر والشروط والقيود لكل وسائل القياس المختلفة.
علم القياس في الفيزياء هو تقنية استخدام آلات وأساليب لتحديد (قياس) قيم فيزيائية معينة مثل الطول أو الوزن أو القوة أو الضغط أو التيار الكهربائي أو الحرارة أو الوقت.
من الناحية العلمية، يتم تقدير الشيء المراد قياسه (أي إعطاءه قدر معين) حسب إطارات معينة يتم تحديدها مسبقا. فعلى سبيل المثال، يتم استخدام المتر لتحديد المسافة، والجرام لتحديد الكتلة. يضم علم القياس مجالات عديدة أهمها: أنظمة القياس وأساليبه، بالإضافة إلى تحديد المقياس، وتصحيحه من الأخطاء التي تنتج عن تأثيرات معينة غير مرغوب فيها، ويتم تحديد مقدار الخطأ في أجهزة القياس المختلفة عن طريق المعايرة (علم قياس)

## أنواع القياس
يستخدم هذا الأسلوب لتحديد المقاييس التي يصعب تحديدها كمّيا. هنا يتم استخدام المحاكاة للقيمة الأصلية، ليتم إظهارها عبر قيم قياسية أخرى يمكن ضبطها. مثالا على ذلك: الميزان الزنبركي لقياس الوزن مع وجود سلّم قيم عليه بالمليمتر. يتطلب استخدام هذا الميزان وجود قطع وزن محددة للقيام بالمقارنة.

### القياس بالانحياز عن الصفر
هنا يتم مسبقا ضبط قيمة قياسية معروفة، بحيث أن يكون الفرق بينها وبين القيمة المراد قياسها، صفر. مثالا على ذلك: «الميزان ذو كفين» مع وجود وحدة لإظهار عزم الدوران الناتج عن الثقلين المتواجدين في كلا الكفّين. يتم هنا استخدام طقم أثقال لتحاكي ثقل الجسم المراد قياسه.
يستخدم هذا الأسلوب لتحديد المقاييس التي يصعب تحديدها كمّيا. هنا يتم استخدام المحاكاة للقيمة الأصلية، ليتم إظهارها عبر قيم قياسية أخرى يمكن ضبطها. مثالا على ذلك: الميزان الزنبركي لقياس الوزن مع وجود سلّم قيم عليه بالمليمتر. يتطلب استخدام هذا الميزان وجود قطع وزن محددة للقيام بالمقارنة

## القياس المباشر وغير المباشر

### القياس المباشر
في القياس المباشر يتم مقارنة قيمة القياس بطريقة فورية بواسطة سلّم للقياس أو نقطة نظام معيّنة. من الأمثال البسيطة عن استخدام القياس المباشر: إلقاء مسطرة على الطول المراد قياسه وقراءة الطول عنها بعد مقارنة طول الجسم بها. هذا النوع من القياس يحتوي دائما على خطأ قياس معين لا يمكن تفاديه في أغلب الأحيان.

### القياس غير المباشر
يستخدم هذا النوع من القياس عند وجود صعوبات معينة تجعل استخدام القياس المباشر غير ممكنا. مثالا على ذلك، قياس بعد القمر عن كوكب الأرض، حيث نرى هنا استحالة استعمال القياس المباشر بواسطة شريط مقياس. فلقياس هذا البعد، نستخدم هنا سرعة ارتداد الموجات الضوئية أو الإذاعية التي يعكسها القمر، مما يمكننا اليوم من حساب بعد القمر عن الأرض مع نسبة خطأ لا تتعدى بضع ميليمترات.

## بعض من المقادير الفيزيائية وآلات قياسها
الزمن : يتم تحديده للاستخدام التقني بواسطة الميقاتية.
التوتر أو الجهد الكهربائي: يتم قياسه بواسطة آلة الفولتمتر.
التيار أو الجريان الكهربائي : يتم قياسه بواسطة مقياس غلفاني Galvanometer.
درجات الحرارة: يتم قياسها بواسطة المِجَرّ (ميزان الحرارة) أو بواسطة مزدوجة حرارية.
الرطوبة (رطوبة الهواء، النسبية، المطلقة): يتم قياسها بواسطة مرطاب قياس الرطوبة Hygrometer.
الطول/المسافة/العمق: يتم قياسها بواسطة أدوات قياس البعد.
السرعة: يتم قياسها بواسطة عداد السرعة Speedometer.
الضغط: بواسطة مقياس الضغط، أو الباروميتر، أو بواسطة شريط التواء Jauge de déformation.
القوة: بواسطة Kraftaufnehmer.
الزخم: بواسطة آلة قياس التدفق Mass flow meter.
مستوى الصوت: بواسطة آلة قياس ارتفاع الموجات Schallpegelmessgerät.
قوة الإضاءة: اللكس-متر لقياس الوحدات الضوئية.
القوة المغناطيسية: بواسطة مغناطومتر، وهناك السكويد لقياس القيمة والاتجاه لقوة مغناطيسية بشكل دقيقSQUID.